# Будівельна акустика
Будівельна акустика — наукова дисципліна, що займається питаннями захисту житлових та інших приміщень, територій і будинків від шуму і вирішенням цих питання архітектурно-планувальними та будівельними (конструктивними) методами.
Будівельна акустика може розглядатися як галузь прикладної акустики, або як розділ будівельної фізики.
Будівельна акустика в сучасному будівництві має велике значення: заходи по боротьбі з шумом, прийняті на її основі, покращують санітарно-гігієнічні умови життя і праці населення, сприяють підвищенню продуктивності праці, сприяють комфорту і зростанню експлуатаційних якостей будівель, територій і споруд.